# Hécourt (Oise)
Hécourt è un comune francese di 154 abitanti situato nel dipartimento dell'Oise della regione dell'Alta Francia.

## Società

### Evoluzione demografica
Abitanti censiti